# Dorin Dănilă
Dorin Dănilă (n. 29 iunie 1953, Brașov) este un amiral român, care a îndeplinit funcția de șef al Statului Major al Forțelor Navale Române în perioada 2006 - 2010. 

## Biografie
Dorin Dănilă s-a născut la data de 29 iunie 1953 în orașul Brașov. A absolvit în anul 1976 cursurile Facultății de Navigație a Institutului de Marină „Mircea cel Bătrân” , secția militară, după care a fost repartizat în funcția de ofițer de comunicații (1976-1978) și de comandant serviciu de luptă comunicații și radiotehnică la bordul unei nave antisubmarin (1978-1980). 
În anul 1980 este promovat ofițer cu comunicațiile în statul major al unității, apoi, după un an, devine comandant de navă în aceeași unitate. Între anii 1981-1983 a urmat studii la Facultatea de Comandă și Stat Major din cadrul Academiei Militare din București. După absolvirea Academiei, a fost numit șef de stat major al unei unități de nave dragoare, funcție pe care a îndeplinit-o timp de șase ani. 
Din anul 1989 lucrează ca ofițer în cadrul Biroului Operații al comandamentului Diviziei 42 Maritime. Între anii 1990-1994, Dorin Dănilă a deținut funcția de șef de stat major al Divizionului 50 Vânătoare Submarine, apoi, pentru cinci ani, a fost comandant al Divizionului de Fregate. Ulterior a îndeplinit timp de câte un an funcțiile de șef de stat major al Brigăzii de Nave Antisubmarin și locțiitor al comandantului Flotilei 2 Maritime, apoi între anii 2001-2002 a fost șef al Secției Doctrină și Regulamente la Statul Major al Forțelor Navale. 
Între 2002-2005 a comandat Centrul 39 Scafandri și apoi a fost comandant al Bazei Navale. La data de 1 iunie 2006 a fost numit comandant al Comandamentului Flotei. Dorin Dănilă a participat la mai multe cursuri de specializare și perfecționare, printre care: curs postacademic de marină, curs de drept umanitar internațional, curs de limba franceză, curs de comunicare și relații publice pentru comandanți, curs postuniversitar de conducere strategică, în cadrul Colegiului de Război. 
La data de 3 noiembrie 2006, comandorul Dorin Dănilă a fost înaintat la gradul de contraamiral de flotilă și a fost numit șef al Statului Major al Forțelor Navale.   Printr-un decret prezidențial din data de 29 octombrie 2008, Dorin Dănilă a fost înaintat în gradul de contraamiral - cu două stele. . 
La 30 iunie 2010, prin decret al președintelui României, Traian Băsescu, a fost înaintat în gradul de viceamiral (cu trei stele) și trecut în rezervă.  El a predat funcția de șef al Statului Major al Forțelor Navale contraamiralului Aurel Popa, în cadrul unei ceremonii desfășurate la Constanța la 3 iulie 2010, în prezența ministrului apărării, Gabriel Oprea. 
Viceamiralul Dorin Dănilă a fost decorat cu Ordinul "Virtutea Maritimă" în grad de Mare Ofițer, cu însemn pentru militari (15 august 2009). El vorbește bine limba franceză. Este căsătorit și are o fiică.